# Episodi di Sabrina, vita da strega (quinta stagione)
La quinta stagione della serie televisiva Sabrina, vita da strega fu trasmessa negli Stati Uniti da WB tra il 22 settembre 2000 e il 18 maggio 2001. Da questa stagione la serie trasloca sul canale WB. Fu trasmessa in Italia, su Italia 1, dal 24 settembre al 23 ottobre 2001.
L'episodio Amanda (Witchright Hall) doveva fungere da episodio pilota per il primo spin-off della serie; avrebbe riguardato la vita di Amanda (Emily Hart), ormai adolescente, alla Casa della Strega, una specie di riformatorio per streghe problematiche. Nel cast della serie, oltre a Emily (la sorella di Melissa) erano previsti Charles Shaughnessy e Jane Sibbett nei ruoli di James Hexton e Robin Davi (i direttori del riformatorio), Thad Luckinbill e Charmaine De Grate nei ruoli di due compagni di Amanda, Sean e Haley, e infine Blake Clark come voce del cane parlante Phil.
In Italia, l'emittente Italia 1 ha fatto confusione e ha invertito i titoli agli ultimi 2 episodi di questa quinta stagione per cui si ha l'episodio Sabrina Got Spirit che nella messa in onda italiana presenta il titolo Finalmente amore!.
| nº | Titolo originale                         | Titolo italiano              | Prima TV USA      | Prima TV Italia   |
| -- | ---------------------------------------- | ---------------------------- | ----------------- | ----------------- |
| 1  | Every Witch Way But Loose                | Aria di libertà              | 22 settembre 2000 | 24 settembre 2001 |
| 2  | Double Time!                             | L'incubo di Zelda            | 29 settembre 2000 | 25 settembre 2001 |
| 3  | Heart of the Matter                      | Una strega fuori... asse     | 6 ottobre 2000    | 26 settembre 2001 |
| 4  | You Can't Twin                           | Pioggia di meteore           | 13 ottobre 2000   | 27 settembre 2001 |
| 5  | House of Pi's                            | La casa dei pigiami          | 20 ottobre 2000   | 28 settembre 2001 |
| 6  | The Halloween Scene                      | La festa pazza               | 27 ottobre 2000   | 1º ottobre 2001   |
| 7  | Welcome Traveler                         | Il falso profeta             | 3 novembre 2000   | 2 ottobre 2001    |
| 8  | Some of My Best Friends Are Half-Mortals | Un amore a metà              | 10 novembre 2000  | 3 ottobre 2001    |
| 9  | Lost at C                                | L'ultima C                   | 17 novembre 2000  | 4 ottobre 2001    |
| 10 | Sabrina's Perfect Christmas              | Meglio un Natale con le zie  | 15 dicembre 2000  | 5 ottobre 2001    |
| 11 | My Best Shot                             | Salem, divo della pubblicità | 12 gennaio 2001   | 8 ottobre 2001    |
| 12 | Tick-Tock, Hilda's Clock                 | Baby boom                    | 19 gennaio 2001   | 9 ottobre 2001    |
| 13 | Sabrina's New Roomate                    | La nuova Zelda               | 26 gennaio 2001   | 10 ottobre 2001   |
| 14 | Making the Grade                         | Giustizia a tutti i costi    | 2 febbraio 2001   | 11 ottobre 2001   |
| 15 | Love Is a Many Complicated Thing         | Pronto soccorso d'amore      | 9 febbraio 2001   | 12 ottobre 2001   |
| 16 | Sabrina, the Muse                        | Sabrina, la musa             | 16 febbraio 2001  | 15 ottobre 2001   |
| 17 | Beach Blanket Bizarro                    | I favolosi anni 60           | 23 marzo 2001     | 16 ottobre 2001   |
| 18 | Witchright Hall                          | Amanda                       | 6 aprile 2001     | 17 ottobre 2001   |
| 19 | Sabrina the Activist                     | Aria di sommossa             | 27 aprile 2001    | 18 ottobre 2001   |
| 20 | Do You See What I See?                   | La macchina volante          | 4 maggio 2001     | 19 ottobre 2001   |
| 21 | Sabrina's Got Spirit                     | S.O.S. fantasmi              | 11 maggio 2001    | 22 ottobre 2001   |
| 22 | Finally!                                 | Finalmente amore !           | 18 maggio 2001    | 23 ottobre 2001   |

## L'incubo di Zelda
- Titolo originale: Double Time
- Diretto da: Jeff Melman
- Scritto da: Dan Berendsen

### Trama
Sabrina non riesce a destreggiarsi tra la vita sociale, il lavoro e lo studio e quindi lancia un incantesimo che le dà la supervelocità in modo da poter fare tutto che però come effetto collaterale rallenta Roxie e Miles. Nel frattempo, Zelda inizia a lavorare al college come docente associato, con grande dispiacere della nipote che vede a cosa come una minaccia alla sua indipendenza, mentre Hilda compra il Coffee-shop.

## Pioggia di meteore
- Titolo originale: You Can't Twin
- Diretto da: Kenneth R. Koch
- Scritto da: Ruth Bennett

### Trama
Sabrina va in un luna park dell'Altro Regno per stare lontana dai suoi compagni di stanza, che stanno approfittando della sua natura gentile, ma mentre è lì, incontra Katrina la sua gemella cattiva, che sta svolgendo servizi socialmente utili al luna park, per abbassare la durata del suo periodo in carcere.
Katrina scambia il suo passaporto con quello di Sabrina e prende il suo posto nel regno dei mortali, mentre Sabrina finisce in prigione al posto suo. Katrin può ora sfogare la sua natura malvagia sulle zie e gli amici di Sabrina, facendo ricadere la colpa su di lei. Per fortuna Sabrina riesce a mandare un messaggio alle zie e a farsi liberare.

## La casa dei pigiami
- Titolo originale: House of Pi's
- Diretto da: Andrew Tsao
- Scritto da: Laurie Gelman

### Trama
Sabrina e Roxie devono collaborare per ottenere un posto nel giornale della scuola. Le due decidono di andare sotto copertura nella sorellanza di Morgan, il Mu Pi. Sabrina però ha dei ripensamenti sul denunciare la confraternita quando scopre che potrebbe mettere Morgan e le sue sorelle in un mucchio di guai. Nel frattempo, Hilda si rifiuta di dare a Salem un posto nello spettacolo del venerdì sera alla caffetteria, quindi lui diviene agente di spettacolo per gestire artisti dell'Altro Regno.

## Pronto soccorso d'amore
- Titolo originale: Love Is a Many Complicated Thing
- Diretto da: Joyce Gittlin
- Scritto da: Dan Berendsen

### Trama
Con l'avvicinarsi del giorno di San Valentino, Sabrina inizia a sentirsi un po' amareggiata per il fatto che non ha un appuntamento da quando Josh sta uscendo con Morgan. Quest'ultima decide di mettere Sabrina con un ragazzo della sua classe di filosofia in modo che possano andare a un doppio appuntamento con Morgan e Josh.
Tuttavia, la serata si rivela piena di sorprese quando Sabrina scopre che Josh ha intenzione di lasciare Morgan a causa del suo atteggiamento.
Dopo la loro brutta rottura a cena, Sabrina usa la magia per rimettere insieme la coppia, ma il suo appuntamento con Kevin ne risente. Una volta sistemate le cose, Zelda usa la sua magia per riportare la nipote al ristorante e compete con Hilda su chi avrà il migliore San Valentino. Zelda andrà ad un appuntamento con il postino.
Roxie e Miles rimangono soli a casa, e Sabrina lancia un incantesimo per far sì che vivano una notte di selvaggia passione.

## Sabrina, la musa
- Titolo originale: Sabrina, the Muse
- Diretto da: Anson Williams
- Scritto da: Suzanne Gangursky

### Trama
Dopo che Kevin si esibisce alla caffetteria, sorprende Sabrina con la notizia che è lei che lo ispira a scrivere musica sulla vita e sul loro amore e la strega inizia a sentire la pressione di essere la sua musa 24 ore al giorno.
Quando alla fine Kevin si trova in un brutto caso di blocco dello scrittore, Sabrina si rivolge alle muse greche per scoprire come può ispirarlo a continuare a scrivere la sua musica.  Quando i loro consigli non funzionano come previsto, Sabrina e Kevin si lasciano.  Tuttavia, dopo che lui ha letto tutti gli articoli di Sabrina e le ha portato un regalo speciale mentre è al lavoro per scusarsi, la coppia si rimette insieme.
Nel frattempo, Hilda e Zelda scoprono che un vecchio amico è morto nell'Altro Regno, decidono di fare un viaggio speciale per vedere come sarà la vita oltre la morte. Hilda scopre così che la vita dopo la morte è tutto ciò che ha sempre sognato mentre per Zelda è un incubo.

## I favolosi anni '60
- Titolo originale: Beach Blanket Bizarro
- Diretto da: Anson Williams
- Scritto da: Barry Vigon e Tom Walla

### Trama
La prima vacanza primaverile come universitaria di Sabrina peggiora quando le sue zie chiedono all'ex idolo dei teenager Frankie Avalon di fare un incantesimo durante il viaggio e spedire Sabrina e le sue amiche in un mondo identico a quello di un film sulla spiaggia degli anni '60. Inoltre, Sabrina vede Harvey durante le vacanze e di conseguenza inizia a porsi domande sulla sua relazione con Kevin.